# Anton Moritsch
Anton Moritsch (12. června 1826 Michelhofen/Šmihalče – 14. října 1903 Villach) byl rakouský podnikatel a politik německé národnosti z Korutan, v 2. polovině 19. století poslanec Říšské rady.

## Biografie
Zasedal jako poslanec Říšské rady (celostátního parlamentu Předlitavska), kam nastoupil v doplňovacích volbách roku 1876 za kurii městskou v Korutanech, obvod Villach, Hermagor, Tarvis, Spital, Obervellach atd. Mandát zde obhájil ve volbách roku 1879. Slib složil 9. října 1879. V roce 1876 se uvádí jako Anton Moritsch, obchodník a majitel továrny, bytem Villach.
Zastupoval v parlamentu provládní blok Ústavní strany (centralisticky a provídeňsky orientované). V listopadu 1876 se uvádí mezi stoupenci nového poslaneckého Pokrokového klubu. Na Říšské radě se v říjnu 1879 naopak uvádí jako člen staroněmeckého Klubu liberálů (Club der Liberalen). Ve volbách roku 1885 už nekandidoval.
Jeho syn Anton Moritsch mladší (1851–1887) byl funkcionářem Alpského spolku ve Villachu a starostou obce Sankt Martin.